# Der Bauer und der Teufel
Der Bauer und der Teufel ist ein Märchen (ATU 1030). Es steht in den Kinder- und Hausmärchen der Brüder Grimm ab der 5. Auflage von 1843 an Stelle 189 (KHM 189) und basiert auf Ludwig Aurbachers Der Teufel und der Bauer in seinem Büchlein für die Jugend von 1834.

## Inhalt
Ein Bauer findet in der Abenddämmerung auf seinem Feld einen glühenden Kohlehaufen. Darauf sitzt ein kleiner schwarzer Teufel, der angibt auf einem riesigen Schatz zu sitzen. Der Bauer ist sehr klug und will den Schatz, der ihm seiner Meinung nach gehört, da er auf seinem Feld liegt. Der Teufel will ihm den Schatz überlassen, wenn er ihm zwei Jahre die Hälfte der Ackerfrüchte gibt. Der Bauer verspricht ihm den Teil, der über der Erde wächst, und pflanzt lauter Rüben. Das zweite Jahr will der Teufel tauschen, da pflanzt der Bauer jedoch Weizen. Der geprellte Teufel fährt in eine Schlucht und der Bauer bekommt den Schatz.

## Herkunft
Grimms Anmerkung nennt die Quelle bei Aurbacher S. 249–251. Schlecht sei dort der Schluss, dass Teufel und Bauer wetten, wer mehr Hitze aushält, besser in einer mündlichen Erzählung bei Müllenhoff S. 278: Der Teufel droht dem erschrockenen Bauer, sich mit ihm zu kratzen. Die Bäuerin zeigt ihm einen Riss im Eichentisch und sagt, ihr Mann sei noch beim Schmied zum Nägelschärfen. Aurbachers Text ist auch sonst ausführlicher: Der Teufel wählt erst das unter der Erde, weil er die Saat hat in den Boden fallen sehen, dann steht er mit den seinen und den Stoppeln neben dem Bauer am Markt und wird ausgelacht. Grimm nennt noch: Dänisch bei Thiele 2, 249; estnisch in Reinhart Fuchs CCLXXXVIII, wo der Bär am Schluss durch List des Fuchses getötet wird beim Versuch, die Ochsen wegzunehmen; französisch bei Rabelais 4, Cap. 45–47; Rückerts Gedicht Der betrogene Teufel nach arabischer Quelle. Nach dem Volksglauben müssen Früchte, die über der Erde wachsen, in zunehmendem Licht gesät werden, die unter der Erde in abnehmendem. In der Normandie erzähle man sich vom Wettstreit um die schönste Kirche, der Teufel baute eine aus Stein, St. Michael aber aus Eis. Als sie schmilzt, wählt der Teufel das obere Kraut, Michael behält das in der Erde. Vergl. Deutsche Mythologie 678. 980. 981.
Der Erzähltyp AaTh 1030 Ernteteilung ist in ganz Europa belegt, seltener mit anderen Akteuren (Heiliger, Frau, Eulenspiegel, Fuchs, Ziege vs. Troll, Naturgeist, Wolf), anderen Teilungsobjekten, Teilungsprinzipien oder als Eingang einer weiteren Erzählkette. Ältester Beleg ist Juan Mannels De lo que contescio al Bien et al Mal in El Conde Lucanor (14. Jahrhundert), mit Kratzwette zuerst in Rabelais’ Gargantua 4, Kap. 45–47 Le Diable de Papefiguière, die vielleicht aus arabischen Quellen schöpften. Die Akteure Bauer und Teufel sind nur für Europa typisch. Man vermutet ursprünglich dualistische Schöpfungsmythen von Göttern und Widersachern (wie in KHM 148). Hans-Jörg Uther beobachtet, dass der Teufel zum 19. Jahrhundert hin immer öfter nur Spielball der Listigen ist (z. B. KHM 101).